# Microsoft Office 2003
Microsoft Office 2003 (кодовое имя Office 11) — пакет офисных приложений, распространяемый Microsoft для Windows. Выпуск начался 19 августа 2003 года, на рынок был выпущен 21 октября 2003 года. Его предшественником является Microsoft Office XP, а преемником — Microsoft Office 2007. Это последняя версия Microsoft Office, в которой приложения были объединены общим форматом 97-2003, а также последняя версия, в которой интерфейс приложений был выполнен в виде панелей инструментов и меню.
Новый логотип Office дебютировал как часть плана Microsoft по ребрендингу, также как и два новых приложения — InfoPath и OneNote. Office 2003 был первой версией, использующей иконки, визуальные стили и цвета Windows XP.
Office 2003 поддерживает только операционные системы линейки Windows NT, он не поддерживает Windows 98, Windows Me, и Windows NT 4.0. Это последняя версия Office, совместимая с Windows 2000, так как Office 2007 требует как минимум Windows XP. Согласно Центру Совместимости Microsoft Windows 8 Office 2003 является «Не совместимым» с Windows 8, однако большинство пользователей утверждают, что это не так.
Service Pack 1 для Office 2003 был выпущен 27 июня 2004 года, Service Pack 2 — 27 сентября 2005 года, а Service Pack 3 — 17 сентября 2007 года. Последнее крупное обновление для Office 2003, Service Pack 3, решает проблемы совместимости и стабильности с Windows Vista и последующими операционными системами Windows, а также является накопительным обновлением, включающим в себя Service Pack 1 и 2, которые распространялись через Windows Update. Общая поддержка для Office 2003 закончилась 14 апреля 2009 года, а расширенная — 8 апреля 2014, вместе с поддержкой Windows XP.

## Новые возможности
Основные приложения, Word, Excel, PowerPoint и Access, получили мало новых функций по сравнению с Office XP. В Outlook 2003 был улучшен обмен сообщениями, экран информации, появилась полная поддержка Unicode, поиск по папкам, разноцветные теги, авторизация по протоколу Kerberos, RPC через протокол HTTP, а также режим кэширования сервера Exchange. Другой ключевой особенностью Outlook 2003 стал улучшенный фильтр спама. Для приложений была представлена поддержка стилусов и планшетов. В Word 2003 был введен режим чтения, функция сравнения документов, улучшенное слежение за изменениями, появилась панель справочного материала, голосовые комментарии, а среди прочего формат, основанный на XML. Новыми функциями в Excel 2003 стали: список команд, некоторые новые статистические функции, импорт XML данных, анализ и новые возможности трансформации/оформления документа. Для Access 2003 нововведениями стали команда резервного копирования, возможность просматривать зависимости объектов, проверки ошибок в формах, а также отчеты.
Смарт-теги в Office 2003 теперь стали доступны во всех приложениях, а также их код был переведен в формат XML, что сделало возможным использовать регулярные выражения, а также был улучшен API. В FrontPage 2003 было добавлено условное форматирование, функция Найти и Заменить для HTML элементов, новые инструменты для создания и форматирования таблиц и ячеек, динамические шаблоны (Dreamweaver), поддержка Flash, а также публикация с помощью WebDAV и SharePoint. К Publisher 2003 прилагается драйвер принтера Generic Color PS for Commercial Printing, который используется для создания типографических файлов PostScript. Была представлена возможность управления правами для ограничения доступа отдельным группам пользователей и/или к типам действий, которые они могут совершать. Добавлена поддержка дополнений (add-in), для разработки которых используется Visual Studio Tools for Office.
Office 2003 — это последняя версия Microsoft Office, которая включала в себя настройку панелей инструментов и меню для приложений, офисного помощника, возможность интеграции файлов Service Pack в оригинальный установщик, Office Web Components, а также мастера сохранения настроек, который позволял пользователям сохранять файл настроек профиля в формате .ops. Это последняя версия, которая поддерживала Windows 2000. Был добавлен менеджер картинок Microsoft Office Picture Manager, заменяющий Microsoft Photo Editor.
На установочный диск были добавлены только простые клип-арты и шаблоны, большинство картинок располагаются в интернете и их можно скачать с помощью приложений Microsoft Office. Microsoft рекламировала Office Online как возможность «из коробки». Office Online предоставляет справочные статьи, подсказки, обучающие курсы, шаблоны, клип-арты, фото и другие загружаемые файлы (в том числе дополнения (add-in) для приложений Office от Microsoft и других разработчиков).
Office 2003 реализовала обширную интеграцию XML (стилизованные XML схемы, импорт и трансформация XML данных), в результате чего появилось больше моделей, ориентированных на данные (вместо одной, основанной на документе). Библиотека MSXML 5 была специально создана для Office 2003 и поддержки XML интеграции. В Office 2003 также есть интеграция SharePoint, которая помогает в коллективной работе и публикации. InfoPath 2003 был представлен как средство для сбора данных в виде XML форм и шаблонах, основанных на информации из баз данных.

## Приложения
- Word 2003
- Excel 2003
- PowerPoint 2003
- Outlook 2003 / Outlook вместе c Business Contact Manager
- Access 2003
- Publisher 2003
- InfoPath 2003
- Project 2003
- Visio 2003 (Standard или Professional)
- FrontPage 2003
- OneNote 2003

## Редакции
| Приложение | Office Basic * | Student and Teacher Edition ** | Standard | Small Business                | Professional Edition              |
| ---------- | -------------- | ------------------------------ | -------- | ----------------------------- | --------------------------------- |
| Word       | Да             | Да                             | Да       | Да                            | Да                                |
| Excel      | Да             | Да                             | Да       | Да                            | Да                                |
| Outlook    | Да             | Да                             | Да       | Да + Business Contact Manager | Да + Business Contact Manager     |
| PowerPoint | Нет            | Да                             | Да       | Да                            | Да                                |
| Publisher  | Нет            | Нет                            | Нет      | Да                            | Да                                |
| Access     | Нет            | Нет                            | Нет      | Нет                           | Да                                |
| InfoPath   | Нет            | Нет                            | Нет      | Нет                           | Только для корпоративных клиентов |
| OneNote    | Нет            | Нет                            | Нет      | Нет                           | Нет                               |
| FrontPage  | Нет            | Нет                            | Нет      | Нет                           | Нет                               |
| Visio      | Нет            | Нет                            | Нет      | Нет                           | Нет                               |
| Project    | Нет            | Нет                            | Нет      | Нет                           | Нет                               |

Примечания:
- * Доступно только по OEM лицензиям (обычно на новых компьютерах)
- ** Приемлемые цены для учебных заведений